# 山極大貴
山極 大貴（やまぎわ だいき、1997年7月24日 - ）は、ラグビーユニオン選手。ジャパンラグビーリーグワンの三菱重工相模原ダイナボアーズに所属している。

## 略歴
保善高校卒業。
2016年、専修大学に入る。2017年、U20日本代表スコッドに選ばれた。
2020年、NECグリーンロケッツ（現・NECグリーンロケッツ東葛）に加入。
2021年2月20日にジャパンラグビートップリーグ第1節神戸製鋼コベルコスティーラーズ戦に先発出場で公式戦初出場を果たす。
2025年5月、NECグリーンロケッツ東葛を退団。
2025年7月、三菱重工相模原ダイナボアーズに加入。